# Persone di nome Giordano
| Questa pagina contiene informazioni ricavate automaticamente dalle voci biografiche con l'ausilio del template Bio e di un bot. L'aggiornamento è periodico e automatico e ricostruisce completamente la pagina. Se manca una persona in questa lista, sei pregato di non aggiungerla, ma accertati piuttosto che la sua voce biografica contenga il template Bio e che i dati anagrafici siano correttamente compilati. Se il template Bio manca, inseriscilo tu stesso o, in alternativa, metti l'avviso {{tmp\|Bio}} che ne segnala la mancanza. Se i dati riportati sono sbagliati, correggi direttamente la voce biografica; le modifiche saranno visibili in questa lista entro pochi giorni. Per chiarimenti vedi il progetto antroponimi. La lista contiene solo le 88 persone che sono citate nell'enciclopedia e per le quali è stato implementato correttamente il template Bio. Pagina aggiornata al 7 apr 2025. |

Questa è una lista di persone presenti nell'enciclopedia che hanno il nome Giordano, suddivise per attività principale.

## Allenatori di calcio(4)
- Giordano Caini, allenatore di calcio e ex calciatore italiano (Brescia, n. 1969)
- Giordano Cinquetti, allenatore di calcio e ex calciatore italiano (Verona, n. 1953)
- Giordano Corsi, allenatore di calcio e calciatore italiano (Gonzaga, n. 1908 - Trieste, † 1958)
- Giordano Negretti, allenatore di calcio e ex calciatore italiano (Brescia, n. 1962)

## Altisti(1)
- Giordano Ferrari, ex altista italiano (n. 1956)

## Arbitri di calcio(1)
- Bruno Zilli, arbitro di calcio italiano (Finale Marina, n. 1909 - Reggio Emilia, † 1981)

## Arcivescovi cattolici(2)
- Giordano Piccinotti, arcivescovo cattolico italiano (Manerbio, n. 1975)
- Giordano da Clivio, arcivescovo cattolico italiano (Clivio - † 1120)

## Artisti(1)
- Giordano Falzoni, artista, scrittore e attore italiano (Zagabria, n. 1925 - Milano, † 1998)

## Attori(2)
- Giordano De Plano, attore italiano (Roma, n. 1973)
- Giordano Petri, attore italiano (Città di Castello, n. 1979)

## Calciatori(14)
- Giordano Bellei, ex calciatore italiano (Bomporto, n. 1944)
- Giordano Caselli, calciatore italiano (Ferrara, n. 1928 - Lendinara, † 2017)
- Giordano Cattani, ex calciatore italiano (La Spezia, n. 1939)
- Giordano Colausig, ex calciatore italiano (Gradisca d'Isonzo, n. 1940)
- Giordano Colaussi, calciatore italiano (Gradisca d'Isonzo, n. 1911 - Gradisca d'Isonzo, † 1959)
- Gino Frascari, calciatore italiano (Pistoia, n. 1915 - Vercelli, † 1937)
- Giordano Galli, ex calciatore italiano (Modena, n. 1952)
- Giordano Malagoli, calciatore italiano (Modena, n. 1915 - Modena, † 2006)
- Giordano Mattavelli, calciatore italiano (Ornago, n. 1935 - Ornago, † 2025)
- Giordano Milloch, calciatore italiano (Isola d'Istria, n. 1920 - Trieste)
- Giordano Picciga, calciatore italiano (Trieste, n. 1909 - Melzo, † 1969)
- Giordano Roggero, calciatore italiano (Ozzano Monferrato, n. 1909 - Casale Monferrato, † 1981)
- Giordano Sinibaldi, calciatore italiano (Firenze, n. 1910)
- Giordano Varoli, calciatore italiano (Faenza, n. 1912)

## Cantanti(2)
- Giordano Colombo, cantante italiano (Milano, n. 1943)
- Giordano Gambogi, cantante, musicista e compositore italiano (Milano, n. 1969)

## Cardinali(5)
- Giordano Orsini, cardinale italiano (Roma - Roma, † 1165)
- Giordano Orsini, cardinale e arcivescovo cattolico italiano (Roma - Roma, † 1438)
- Giordano Orsini, cardinale italiano (Roma - Roma, † 1287)
- Giordano Pironti, cardinale italiano (Terracina, n. 1210 - Viterbo, † 1269)
- Giordano dei conti di Ceccano, cardinale italiano (Campania - † 1206)

## Cestisti(2)
- Giordano Bortolani, cestista italiano (Sant'Agata di Militello, n. 2000)
- Giordano Damiani, cestista italiano (Trieste, n. 1930 - Trieste, † 1999)

## Chimici(1)
- Giordano Giacomello, chimico italiano (Montereale Valcellina, n. 1910 - Roma, † 1968)

## Ciclisti su strada(1)
- Giordano Cottur, ciclista su strada e dirigente sportivo italiano (Trieste, n. 1914 - Trieste, † 2006)

## Condottieri(2)
- Giordano Orsini di Monterotondo, condottiero italiano (n. 1525 - Brescia, † 1564)
- Giordano d'Altavilla, condottiero normanno (Siracusa, † 1092)

## Direttori d'orchestra(1)
- Giordano Bellincampi, direttore d'orchestra italiano (Roma, n. 1965)

## Dirigenti d'azienda(1)
- Giordano Angelini, dirigente d'azienda e politico italiano (Ravenna, n. 1939)

## Economisti(1)
- Giordano Dell'Amore, economista, banchiere e politico italiano (Il Cairo, n. 1902 - Milano, † 1981)

## Filosofi(1)
- Giordano Bruno, filosofo, scrittore e predicatore italiano (Nola, n. 1548 - Roma, † 1600)

## Fisici(1)
- Giordano Riccati, fisico, architetto e matematico italiano (Castelfranco Veneto, n. 1709 - Treviso, † 1790)

## Fotografi(1)
- Giordano Morganti, fotografo italiano (Milano, n. 1956)

## Francescani(1)
- Giordano da Giano, francescano italiano (Giano dell'Umbria, n. 1195)

## Fumettisti(1)
- Bruno Premiani, fumettista e illustratore italiano (Trieste, n. 1907 - † 1984)

## Funzionari(1)
- Giordano Ruffo, funzionario e veterinario italiano († 1257)

## Generali(1)
- Giordano d'Agliano, generale italiano (Agliano Terme - Aix-en-Provence, † 1266)

## Hockeisti su ghiaccio(1)
- Giordano Finoro, hockeista su ghiaccio canadese (Guelph, n. 1998)

## Imprenditori(1)
- Giordano Bruno Verdesi, imprenditore e dirigente d'azienda italiano (Roma, n. 1906 - Roma, † 1982)

## Letterati(1)
- Giordano de Bianchi Dottula, letterato e politico italiano (Montrone, n. 1772 - Napoli, † 1846)

## Mezzofondisti(1)
- Giordano Benedetti, mezzofondista italiano (Trento, n. 1989)

## Militari(3)
- Giordano Bruno Granzarolo, militare e aviatore italiano (Carpi di Villa Bartolomea, n. 1894 - Padova, † 1948)
- Giordano Ottolini, militare italiano (Milano, n. 1893 - Monte Spil, † 1916)
- Giordano Bruno Rossoni, militare e aviatore italiano (Padova, n. 1909 - Mauthausen, † 1944)

## Missionari(1)
- Giordano di Séverac, missionario e vescovo cattolico francese (Sévérac-le-Château)

## Monaci cristiani(1)
- Giordano Rota, monaco cristiano italiano (Bergamo, n. 1970)

## Nobili(3)
- Giordano Gonzaga, nobile (Vescovato, n. 1553 - Cremona, † 1614)
- Giordano Lupino, nobile italiano († 1197)
- Giordano Orsini, nobile e politico italiano (Roma - Roma)

## Pallavolisti(1)
- Giordano Mattera, pallavolista italiano (Civitavecchia, n. 1983)

## Partigiani(2)
- Giordano Bruschi, partigiano, sindacalista e scrittore italiano (Pistoia, n. 1925)
- Giordano Cavestro, partigiano italiano (Parma, n. 1925 - Bardi, † 1944)

## Pattinatori artistici su ghiaccio(1)
- Giordano Abbondati, pattinatore artistico su ghiaccio italiano (Milano, n. 1948 - Londra, † 2005)

## Piloti motociclistici(1)
- Giordano Aldrighetti, pilota motociclistico e pilota automobilistico italiano (Milano, n. 1905 - Pescara, † 1939)

## Pistard(1)
- Giordano Turrini, ex pistard italiano (Anzola dell'Emilia, n. 1942)

## Pittori(3)
- Giordano Bruno Ferrari, pittore e partigiano italiano (Roma, n. 1887 - Roma, † 1944)
- Giordano Bruno Lattuada, pittore e decoratore italiano (Monza, n. 1903 - Monza, † 1978)
- Giordano Macellari, pittore italiano (Potenza Picena, n. 1962)

## Politici(3)
- Giordano Chechi, politico italiano (Chianciano Terme, n. 1951)
- Giordano Marchiani, politico italiano (Ascensione, n. 1924 - † 1996)
- Giordano Pratolongo, politico e partigiano italiano (Trieste, n. 1905 - Trieste, † 1953)

## Principi(1)
- Giordano II di Capua, principe normanno († 1127)

## Pugili(1)
- Giordano Campari, pugile italiano (Lacchiarella, n. 1934 - Mortara, † 2016)

## Religiosi(4)
- Giordano Forzatè, religioso italiano (Padova - Venezia, † 1248)
- Giacinto Giordano Ansalone, religioso italiano (Santo Stefano Quisquina, n. 1598 - Nagasaki, † 1634)
- Giordano di Sassonia, religioso tedesco (Paderborn, n. 1190 - Mar Mediterraneo, † 1237)
- Giordano da Pisa, religioso italiano (Pisa, n. 1260 - Piacenza, † 1311)

## Saggisti(1)
- Giordano Gamberini, saggista italiano (Ravenna, n. 1915 - Ravenna, † 2003)

## Sciatori alpini(1)
- Giordano Ronci, ex sciatore alpino italiano (Roma, n. 1992)

## Scrittori(2)
- Giordano Berti, scrittore italiano (Bologna, n. 1959)
- Giordano Meacci, scrittore e sceneggiatore italiano (Roma, n. 1971)

## Storici(1)
- Giordano Bruno Guerri, storico, saggista e giornalista italiano (Iesa, n. 1950)

## Tennisti(1)
- Giordano Maioli, ex tennista e dirigente d'azienda italiano (Piacenza, n. 1943)

## Teologi(1)
- Giordano Frosini, teologo, scrittore e giornalista italiano (Serravalle Pistoiese, n. 1927 - Pistoia, † 2019)

## Umanisti(1)
- Giordano Caetani, umanista e arcivescovo italiano (Napoli, † 1496)

## Vescovi(1)
- Giordano, vescovo italiano

## Senza attività specificata(1)
- Giordano I di Capua, cavaliere medievale normanno (Capua - Priverno, † 1091)